# Sinan-paša (admiral)
Sinan-paša je bio admiral osmanske države. Podrijetlom je Hrvat. Bilo je to u vrijeme turske uprave kad je velik broj Hrvata-muslimana dosizao visoke časti u carstvu tako da se među imenima kojima se i danas diči turska povijest nalaze i mnoga imena hrvatskih velikana. Ističu se dvadeset i četvorica vezira iz krajeva gdje žive Hrvati: Mahmud-paša Hrvat (miljenik sultana Mehmeda), Davut-paša Bogojević, Ahmed-paša Hercegović, Sinan-paša Borovinić, Rustem-paša Hrvat, Mehmed-paša Sokolović, Mural-paša Hrvat, Dilaver-paša Hrvat, Ishak-paša Gazi, Jakub-paša Hadun, Jakub-paša Bošnjak, Salih-paša Nevesinjac, Sulejman-paša Prijepoljac, Sijavuš-paša Hrvat te drugi.